# David Novros

David Novros (Los Angeles, 1941) è un artista statunitense.

## Biografia
Dopo essersi diplomato all'University of Southern California nel 1963, Novros viaggiò per l'Europa al fine di approfondire le sue conoscenze di storia nell'arte, rimanendo particolarmente affascinato dagli affreschi della Cappella di Giotto a Padova e dai mosaici bizantini. Nel 1965 Novros si trasferì stabilmente a New York, entrando a far parte del gruppo di artisti della Park Place Gallery, storica galleria d'arte di New York, dove lavorò ed espose insieme a vari artisti, fra i quali: Dean Fleming, Bernard Kirschenbaum, Forrest (Frosty) Myers, Robert Grosvenor, Tamara Melcher, Paul Mogensen, Jon Baldwin, Brice Marden, Robert Morris, Sol LeWitt, Eva Hesse e molti altri.
David Novros è internazionalmente noto per i suoi grandi dipinti composti da più pannelli e ricoperti da vari strati di pittura, e per i suoi grandi affreschi parietali, come ad esempio quello commissionato dalla Judd Foundation a New York e quello realizzato nella loggia del David W. Dyer Federal Building and U.S. Courthouse di Miami. Nel 1969, Novros insieme ad altri cinque artisti (Andy Warhol, Robert Rauschenberg, Claes Oldenburg, John Chamberlain e Forrest Myers) partecipa alla creazione del progetto chiamato The Moon Museum (Museo della Luna). Si trattava di un piccolo wafer di ceramica placcato in iridio su cui furono impressi disegni miniaturizzati dei sei artisti citati. L'opera fu portata nello spazio a bordo dell'Apollo 12 dagli astronauti Charles Conrad, Richard Gordon e Alan Bean.
Tra le numerose mostre in differenti paesi, ha esposto al Solomon R. Guggenheim Museum a New York, il Museum of Modern Art a New York, il Museum of Contemporary Art a Chicago, il Whitney Museum of American Art a New York, il Los Angeles Museum of Contemporary Art a Los Angeles, il Dallas Museum a Fine Art in Dallas, il Museum of Fine Arts a Houston e recentemente al Museum Wiesbaden in Germania.
Le opere di Novros sono conservate in diverse collezioni pubbliche, fra le quali, ad esempio: Metropolitan Museum di New York, Judd Foundation di New York, Menil Collection a Houston , Museum of Modern Artt a New York, Whitney Museum di New York, al Museum Wiesbaden in Germania, al Dallas Museum of Modern Art.
Attualmente vive e lavora a New York (USA).